# Porte Monumentale
Pour l’article homonyme, voir Porte Monumentale (film).
La porte Monumentale, officiellement porte no 29 et dite porte Binet, est une structure architecturale construite et détruite dans le cadre de l’Exposition universelle de 1900 et située à Paris, en France.

## Situation et accès
La structure était située entre la place de la Concorde et le cours la Reine (longeant la rive droite de la Seine), dans le 8e arrondissement de Paris. Plus largement, il se trouvait dans le département de la Seine, en région Île-de-France. Masquant la galerie des Machines et les usines de la force motrice, il domine tous les édifices environnants.

## Histoire
La porte est élevée selon les plans de l’architecte René Binet, qui en devient son éponyme officieux. La statue de la Parisienne qui la surplombe est l’œuvre du sculpteur Paul Moreau-Vauthier, tandis que la frise du Travail est exécutée par Anatole Guillot. Cette dernière, après l’Exposition, est un temps conservée dans les entrepôts des ateliers Muller avant que son fragment ne soit érigé, en 1963, dans le parc du Moulin, à Breuillet (Essonne). Elle est inscrite aux monuments historiques au titre objet en 1999, et fait l'objet d'un projet de restauration en 2024,.

## Structure
La porte en elle-même est précédée de deux grands mâts artistiques surmontés de phares électriques et brillamment pavoisés. Ce monument est constitué par trois grandes arches égales, de 20 mètres d’écartement, accolées en triangle, et portant une coupole hémisphérique qui couvre 500 mètres carrés de superficie. Les trois voussures sont ajourées comme une dentelle et les ajours entourés de cabochons de couleur pris dans un ornement, qui deviennent lumineux la nuit. La coupole est dorée et ajourée.
L’arche principale, en façade sur la place de la Concorde, s’épanouit à son sommet en une sorte de large fronton, au milieu duquel se projette en avant la proue du vaisseau de la Ville de Paris sur laquelle chante le coq gaulois. Au-dessus, s’élève à 35 mètres une statue de 6 mètres de hauteur représentant la Ville de Paris accueillant ses hôtes. Cette figure, nouvelle dans son genre, rompt avec la tradition des allégories grecques et romaines : son auteur a reproduit une « Parisienne mondaine », « mise à la dernière mode, à la fois hautaine et séduisante ». De chaque côté de l’arche, deux exèdres portent chacun une grande frise décorative cintrée, de 9,5 mètres de développement sur 2,16 de hauteur, en grès flammé, c’est-à-dire, à teinte grise sillonnée de traînées rougeâtres,. Il s’agit de la frise du Travail qui représente des ouvriers et artisans de tous les corps de métiers qui apportent leurs œuvres à l’Exposition universelle. Ces frises relient le corps du monument à deux pylônes latéraux de 35 mètres de hauteur, surmontés de puissants fanaux électriques. Sous la frise et dans le soubassement, règne une théorie d’animaux se détachant sur des lianes.
La teinte générale du monument est d’un blanc crème, mais toutes ses parties sont revêtues d’une décoration polychrome avec des tons rouges dorés et noirs lui donnant un aspect à la fois luxueux et artistique. Cette décoration comporte 3 116 lampes à incandescence de formes et de couleurs variées. Il y a outre, 12 lampes à arc sur la coupole et les minarets, 8 lampes à réflecteurs-projecteurs, et 16 lampes à réflecteurs simples sur les pylônes,.

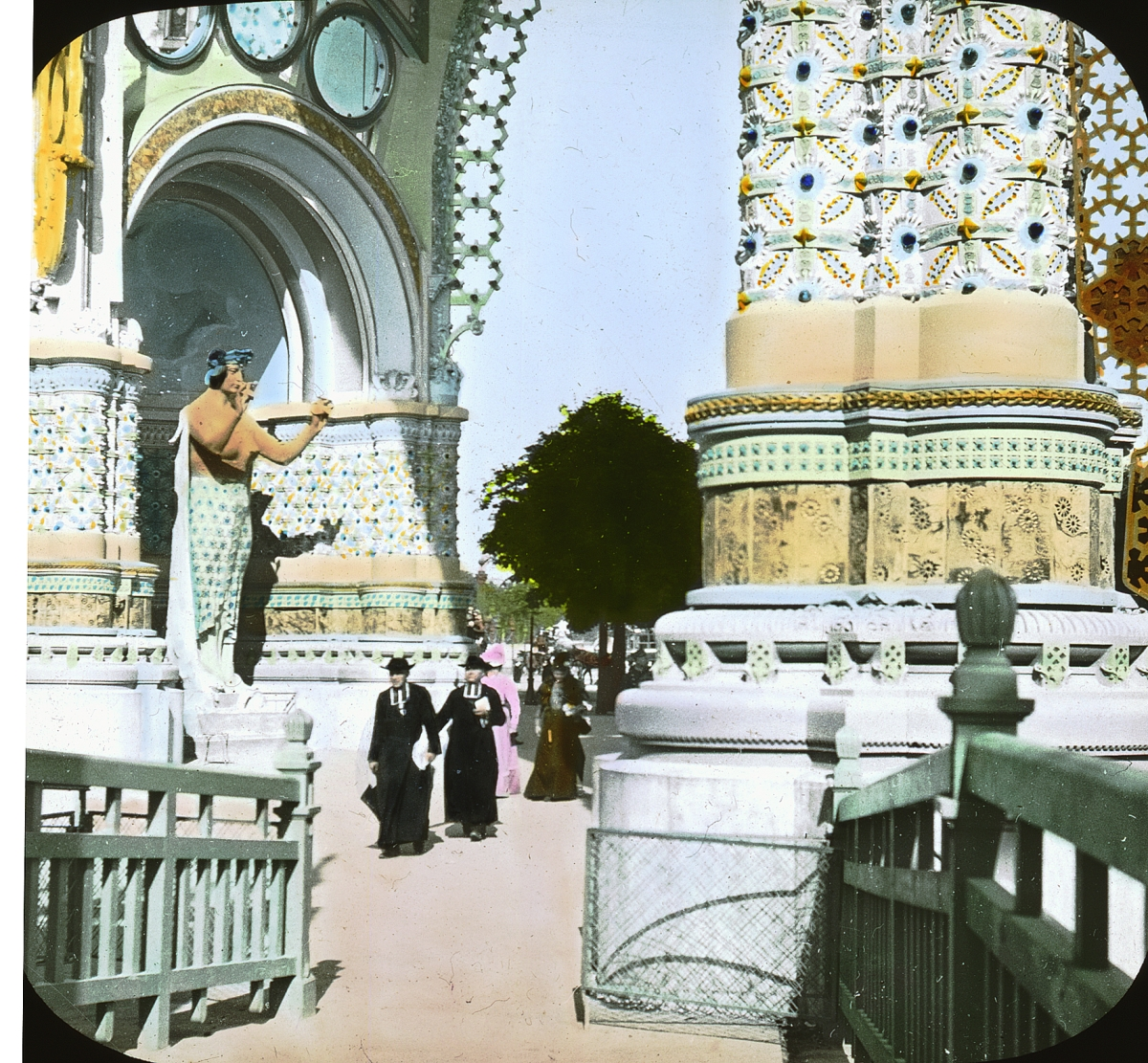
Vue rapprochée de la porte, sous la coupole avec l’une des statues de niche.

Entre les couples latéraux sont pratiquées deux hautes niches, ornées de fontaines que surmontent des statues colossales de l’Électricité. L’une des statues est debout sur des électro-aimants, attributs de sa puissance. Une tunique collante, imitée du costume des mages d’Assyrie, moule son corps. Des bijoux la couvrent d’une carapace métallique et lui donnent l’aspect des machines, aux cuivres brillants et aux verreries. La tête est calme, sans expression — « c’est la force latente, indifférente, prête au bien comme au mal » —, et le haut diadème qui la coiffe caractérise la souveraine incontestée.